# Claude-Élisée de Court de La Bruyère

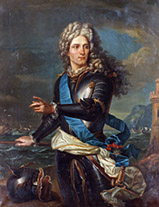
Claude-Élisée de Court de La Bruyère. Gemälde aus dem Musée de Chintreuil.

Claude-Élisée de Court de La Bruyère (* 15. Februar 1666 in Pont-de-Vaux, Frankreich; † 19. August 1752 in Gournay-sur-Marne, Frankreich) war ein französischer Marineoffizier und Vice-amiral ès me du Ponant. Er nahm an den großen Kriegen teil, die Ludwig XIV. und Ludwig XV. in Europa führten.

## Biografie

### Herkunft und Familie
Claude-Élisée de Court de La Bruyère war Angehöriger einer aus Burgund stammenden Adelsfamilie. Er ist der Sohn von Charles de Court, Avocat au siège présidial de Bourg-en-Bresse, Gentilhomme Ordinaire des Königs von Frankreich, und Anne de Saumaise, Schwester des französischen Universalgelehrten Claude de Saumaise (1588–1653).

### Anfangsjahre in der Königlichen Marine
Er trat am 8. Januar 1684 im Alter von 18 Jahren als Gardemarin in die königliche französische Marine ein. Am 21. September 1686 wurde er zum Enseigne de Vaisseau (Fähnrich) und am 1. Januar 1689 zum lieutenant de Vaisseau (Leutnant zur See) befördert.

### Pfälzische Erbfolgekrieg (1688–1697)
Während des Pfälzischen Erbfolgekriegs nahm De Court an Bord der Parfait (64 Kanonen) am 10. Juli 1690 an der Seeschlacht von Beachy Head, einer Landzunge an der englischen Südküste, teil, in der der französische Admiral Graf Anne Hilarion de Costentin de Tourville an der Spitze einer Flotte von siebzig Schiffen den britischen Admiral Arthur Herbert, Graf von Torrington, und die niederländischen Vizeadmirale Cornelis Evertzen und Gerard Callenburgh besiegte.
Am 27. Juni 1693 war er auf der L'Agréable an der Schlacht von Lagos vor der Küste Portugals beteiligt. 1694 befehligte er die Le Portefaix in dem von Jean Bart geführten Geschwader und nahm an dem Sieg über acht holländische Schiffe in der Schlacht vor Texel und an der Rettung eines Konvois von 110 Handelsschiffen mit Weizenvorräten teil, die für das hungernde Frankreich bestimmt waren. Am 1. September 1695 wurde er zum Capitaine de Vaisseau (Kapitän zur See) befördert.

### Spanischer Erbfolgekrieg (1701–1714)
Anfang 1702, in den ersten Monaten des Spanischen Erbfolgekriegs, gehörte er zur französischen Flotte, die unter dem Befehl des Marquis de Châteaurenault nach Westindien geschickt wurde, um die spanische Silberflotte zu schützen. Am 23. Oktober desselben Jahres nimmt er an der Seeschlacht bei Vigo teil. Das von ihm befehligte Schiff, Le Triton (42 Kanonen), wurde von den Briten gekapert. Nach seiner Freilassung kämpfte er am 27. August 1704 in der Seeschlacht von Vélez-Málaga. Bei dieser Gelegenheit befehligt er das 104 Kanonen starke Schiff Le Foudroyant, das Flaggschiff der französischen Flotte, an dessen Bord sich der Graf von Toulouse, Admiral von Frankreich, befand.
1705 war er an der Verteidigung von Barcelona und 1707 an der Verteidigung von Toulon beteiligt. Im Jahr 1710 ging er in den Halbruhestand und erhielt vorerst keine Seekommandos mehr. Nach dem Ende dieses Konflikts wurde er am 5. August 1715 bei der letzten Beförderung durch Ludwig XIV. zum überzähligen Chef d’escadre des armées navales befördert, bevor er am 27. März 1728 zum  Lieutenant-général des Armées Navales ernannt wurde.
Im Jahr 1715 wurde er zum Premier Maître d'hôtel des Regenten Philippe II. de Bourbon, duc d’Orléans ernannt, eine Position, die er bis zu seinem Tod innehatte.

### Österreichischer Erbfolgekrieg (1740–1748)
Während des Österreichischen Erbfolgekriegs wurde er 1741 wieder in den Dienst berufen und übernahm nach fast dreißig Jahren Inaktivität das Kommando über ein in Toulon stationiertes Geschwader. Zu diesem Zeitpunkt war er 74 Jahre alt. 1741 erhielt er in Versailles von Kardinal de Fleury den Auftrag, die spanischen Truppentransporter auf ihrem Weg nach Italien zu schützen. Weiterhin nahm er gemeinsam mit der spanischen Flotte Kurs auf Cádiz und vertrieb Admiral Haddock und die britische Flotte aus dem Mittelmeer. Somit konnte er die Vereinigung zwischen den vor Toulon und Cádiz stationierten britischen Flotteneinheiten verhindern.

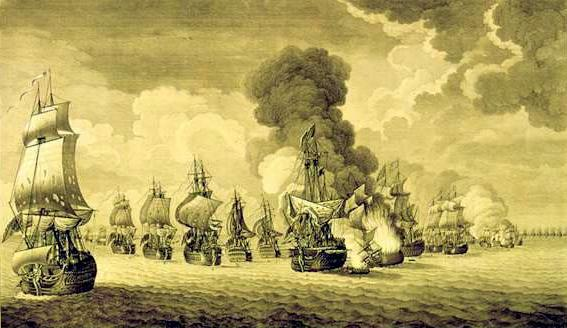
Darstellung der Schlacht von Toulon von Fernando Selma (Museo Naval de Madrid), 1796.

Am 8. Februar 1744 legte er an Bord der Terrible (74 Kanonen) in Begleitung des spanischen Admirals Juan José Navarro erneut von Toulon, das damals unter der britischen Blockade der Admiräle Thomas Mathews und Richard Lestock stand, ab. Am 22. Februar nahm die französisch-spanische Flotte den Kampf auf, der als Seeschlacht bei Toulon bekannt wurde, und besiegte die britische Flotte, obwohl diese zahlenmäßig überlegen war.
Am 2. Februar 1750 wurde er zum Kommandeur der Ponant-Flotte ernannt, ein Posten, der 1746 nach dem Tod des François de Bricqueville, Comte de La Luzerne, frei geworden war. Am 28. April des folgenden Jahres wurde er mit dem Großkreuz des Ordre royal et militaire de Saint-Louis ausgezeichnet.
Er starb zwei Jahre später, am 19. August 1752, in seinem Lehen Gournay-sur-Marne im Alter von 86 Jahren.
Sein Nachfolger als Vizeadmiral der Ponantflotte wurde François-Cornil Bart, der Sohn des Jean Bart. Der Herzog von Orléans übertrug das Amt des Premier Maître d'Hôtel seines Hauses an Didier d'Arclais, seigneur de Moatamy, der es überlebte.
Die Passage Vice-Amiral Court la Bruyère in Toulon wurde nach ihm benannt.